# Szymon
Szymon Josiah Borzestowski (18 februari 1989 - 2 december 2012), bekend onder de artiestennaam Szymon, was een Australische muzikant.
Zijn debuutalbum, Tigersapp, werd drie jaar na zijn overlijden uitgebracht
 en werd genomineerd voor een 2015 ARIA Award voor Beste Adult Contemporary Album en kwam binnen op plaats 21 op de ARIA Albums Chart. Szymon begon als achttienjarige in 2007 aan zijn album te werken. De productie werd begin 2010 opgeschort vanwege problemen met zijn mentale gezondheid. Szymon zou in 2012 uiteindelijk zijn leven nemen. Na zijn dood bleef Mark Holland, een producer van EMI, de nummers mixen, en werd het eindresultaat uitgebracht in augustus 2015. Dit album kreeg de naam Tigersapp.
De jongere broer van Szymon broer Dom, alias Donnie is de drummer van de Australische indie rockgroep Gang of Youths.

## Discografie
- Tigersapp (21 augustus 2015)[6]

| 1.                 | Golden        | 3:50 |
| 2.                 | Locks         | 3:39 |
| 3.                 | Medusa        | 3:16 |
| 4.                 | Roma          | 4:14 |
| 5.                 | Katyusha      | 3:58 |
| 6.                 | Runaway       | 3:52 |
| 7.                 | Saigon        | 3:23 |
| 8.                 | Brokenworld   | 4:15 |
| 9.                 | Zoo Story     | 3:49 |
| 10.                | Trojan Stalks | 2:22 |
| 11.                | Floods        | 2:53 |
| 12.                | Polen         | 2:09 |
| Totale duur: 41:40 |               |      |

- Blue Coloured Mountain (8 november 2019)[7]

| 1.                 | Yakuza                 | 2:54 |
| 2.                 | Feenicks               | 2:28 |
| 3.                 | Blue Coloured Mountain | 2:15 |
| 4.                 | Orestes                | 2:52 |
| 5.                 | Anhalt                 | 4:00 |
| 6.                 | Untitled               | 2:34 |
| 7.                 | Come Back Home         | 1:19 |
| Totale duur: 18:22 |                        |      |